# Chất cách điện

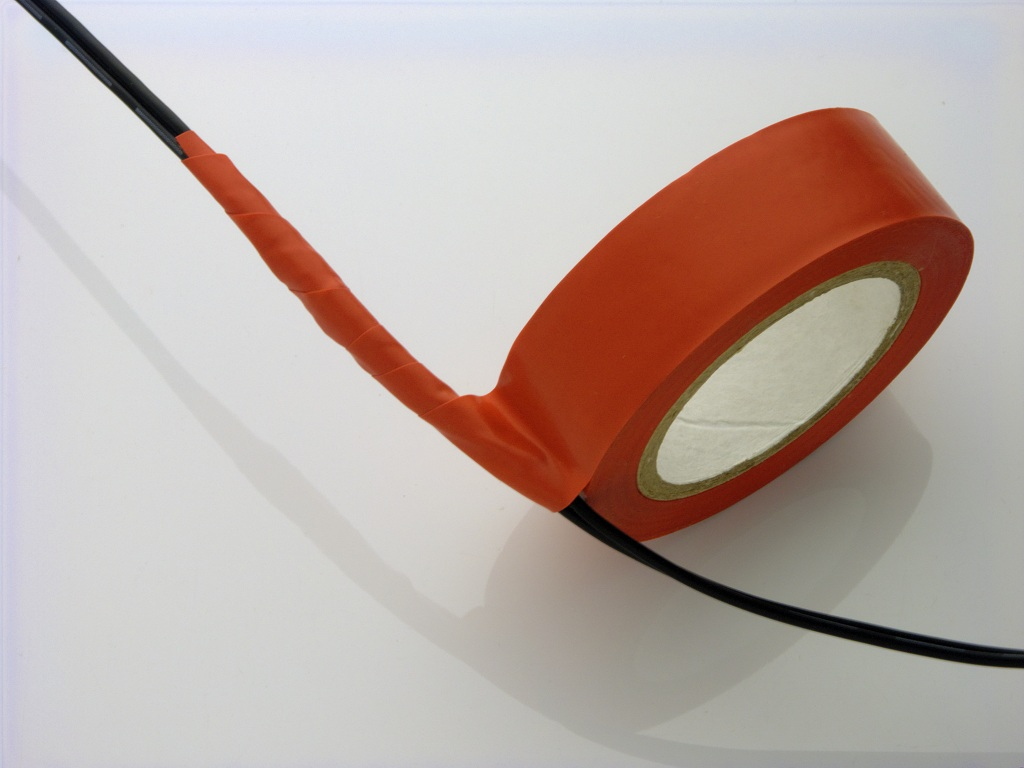

Chất cách điện là các chất dẫn điện kém,có điện trở suất lớn hơn dòng điện(khoảng 106 - 1015 Ωm).Những vật liệu này được sử dụng rộng rãi trong hầu hết tất cả các ngành nghề không riêng gì ngành công nghiệp và ứng dụng hầu hết trong đời sống,nhằm mục đích ngăn chặn sự tiếp xúc của dòng điện với người hoặc người với các dòng điện.
Nhiều chất cách điện là các chất điện môi, tuy nhiên cũng có những môi trường cách điện không phải là chất điện môi (như chân không).
Các loại vật liệu cách điện gồm có: cách điện rắn (ví dụ: gỗ, nhựa, vỏ bọc dây diện), cách điện lỏng (ví dụ: dầu máy biến áp), cách điện khí (không khí, khí SF6).

## Đặc trưng
Đối với các chất cách điện là chất điện môi, các đặc trưng như điện trở suất, độ thẩm điện môi (hằng số điện môi), tổn hao điện môi, độ bền điện môi (điện áp đánh thủng cách điện) được quan tâm khi chế tạo các thiết bị cách điện.
Yếu tố quan trọng để đánh giá một vật liệu cách điện là cường độ điện trường đánh thủng. Khi cường độ điện trường đặt lên vật liệu vượt quá giá trị cho phép thì sẽ xuất hiện sự phóng điện (quá điện áp), phá hủy vật liệu và vật liệu mất đi đặc tính cách điện vốn có. Cường độ điện trường đánh thủng cũng là yếu tố quan trọng nhất để lựa chọn cách điện cho các ứng dụng. Các nghiên cứu để chế tạo các loại vật liệu cách điện có khả năng chịu được điện trường ngày càng cao được chú ý, để cho phép giảm kích thước của các thiết bị điện.